# 2006
Évszázadok: 20. század – 21. század – 22. század
Évtizedek: 1950-es évek – 1960-as évek – 1970-es évek – 1980-as évek – 1990-es évek – 2000-es évek – 2010-es évek – 2020-as évek – 2030-as évek – 2040-es évek – 2050-es évek
Évek: 2001 – 2002 – 2003 – 2004 –  2005 – 2006 – 2007 – 2008 – 2009 – 2010 – 2011

## Események

### Január
- január 1. – Oroszország árvita miatt elzárja az Ukrajnának küldött földgázt.
- január 2. – Németországban a Reichenhall jégcsarnok teteje az erős hóesés következtében beszakad. (15 halálos áldozat.)
- január 4. – Aríél Sárón izraeli kormányfő súlyos agyvérzést kap.
- január 5. – Szaúd-Arábiában egy hotel összedől, maga alá temetve a hadzsra Mekkába érkező zarándokot.
- január 15. – Dzsábir el-Ahmed el-Dzsábir asz-Szabah kuvaiti emír halála után a trónt Szaad el-Abdullah esz-Szalem asz-Szabah sejk veszi át.
- január 15. – A NASA Stardust küldetése sikerrel fejeződött be.
- január 16. – A 2006-os finnországi elnökválasztás első fordulója.
- január 18–20. – Háromnapos látogatáson Magyarországon tartózkodik az ukrán védelmi miniszter, Anatolij Gricenko.
- január 19. – Elindult a New Horizons, az első űrszonda a Pluto kutatására.
- A New Horizons indítása

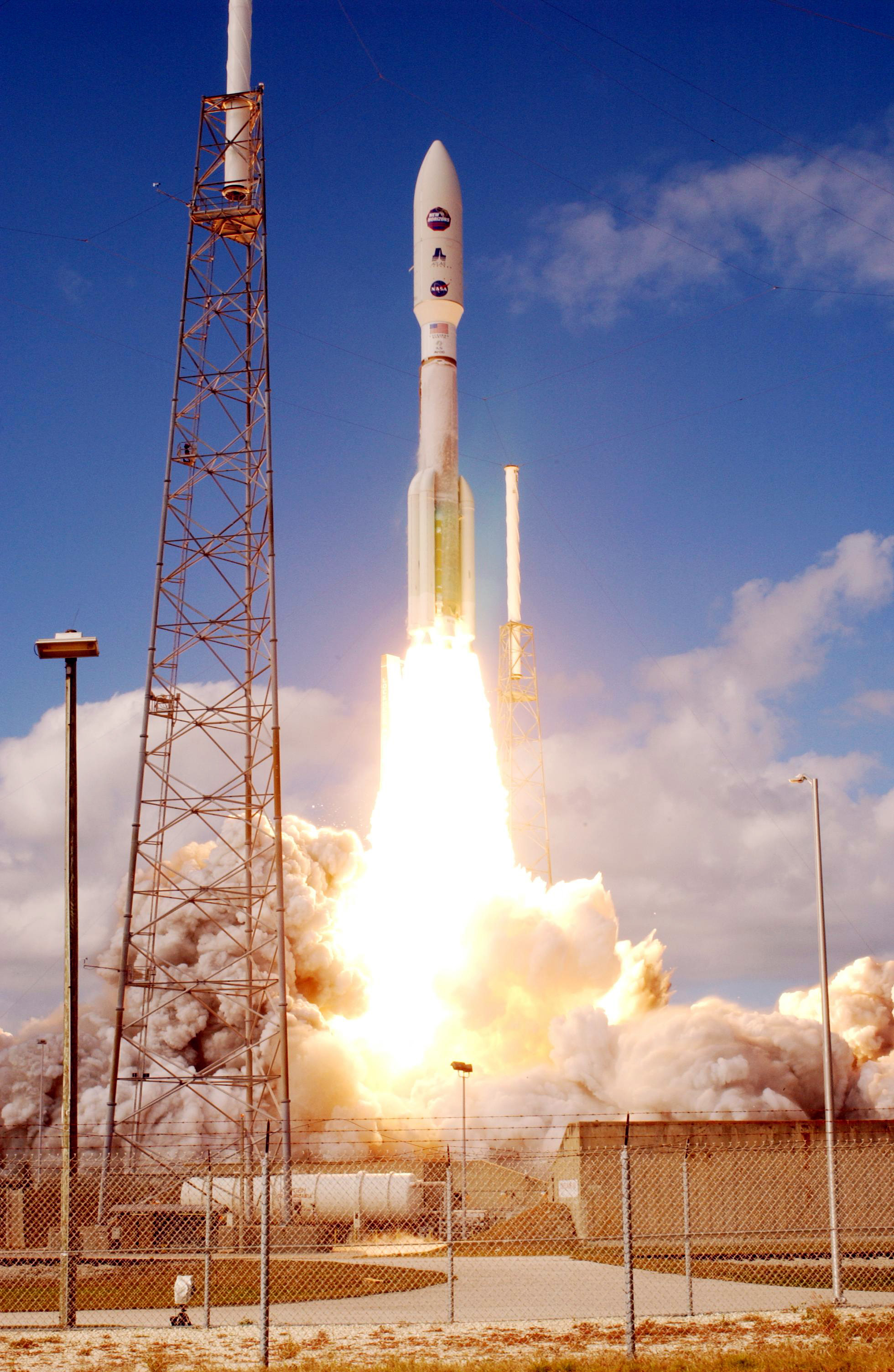
A New Horizons indítása

- január 19. – A szlovák légierő AN-24 típusú repülőgépe – koszovói békemisszióból hazatérő katonákkal – becsapódott a Borsó-hegy gerincébe, Hejce község külterületén pilótahiba miatt.
- január 24. – A kuvaiti parlament megfosztja hatalmától a betegeskedő Szaad el-Abdullah esz-Szalem asz-Szabah emírt, aki alig több, mint egy hete töltötte be ezt a tisztséget.
- január 29. – A kínai újév napja, megkezdődik a Kutya éve.

### Február
- február 8. – 404 katona elhagyja barakkját Kelet-Timoron (a kelet-timori válság kezdete)
- február 10. – Fatmir Sejdiut választják Koszovó új elnökévé.
- február 23. – Több ezren tüntettek az indiai Kasmírban, mert a hadsereg agyonlőtt négy, 6 és 18 év közötti fiút előző nap.
- február 26. – Az USA Népszámlálási Irodája által kiadott közlemény szerint 01:16-kor (0016 UTC) a Föld népessége eléri a 6,5 milliárd (6500 millió) főt.

### Március
- március 8. – Három magyar katona sérül meg egy közlekedési balesetben Afganisztánban, Kunduz közelében, mikor a katonákat szállító terepjáró felborul.
- március 10. – A Mars Reconnaissance Orbiter pályára állt a Mars körül.
- március 11. – Slobodan Miloševićet holtan találják a hágai börtöncellájában. Halálát szívroham okozta.
- március 11. – Michelle Bacheletet Chile első női miniszterelnökévé választják.
- március 17–25. – Román–magyar kétoldalú békefenntartó parancsnoki és törzsvezetési (szimulációs) gyakorlat Aradon.
- március 27. – Átadják az M7-es autópálya Ordacsehi–Balatonkeresztúr közötti 25,7 km-es szakaszát.
- március 30. – Elindult az űrbe az első brazil űrhajós, Marcos Pontes a Szojuz TMA-8 űrhajóval.

### Április

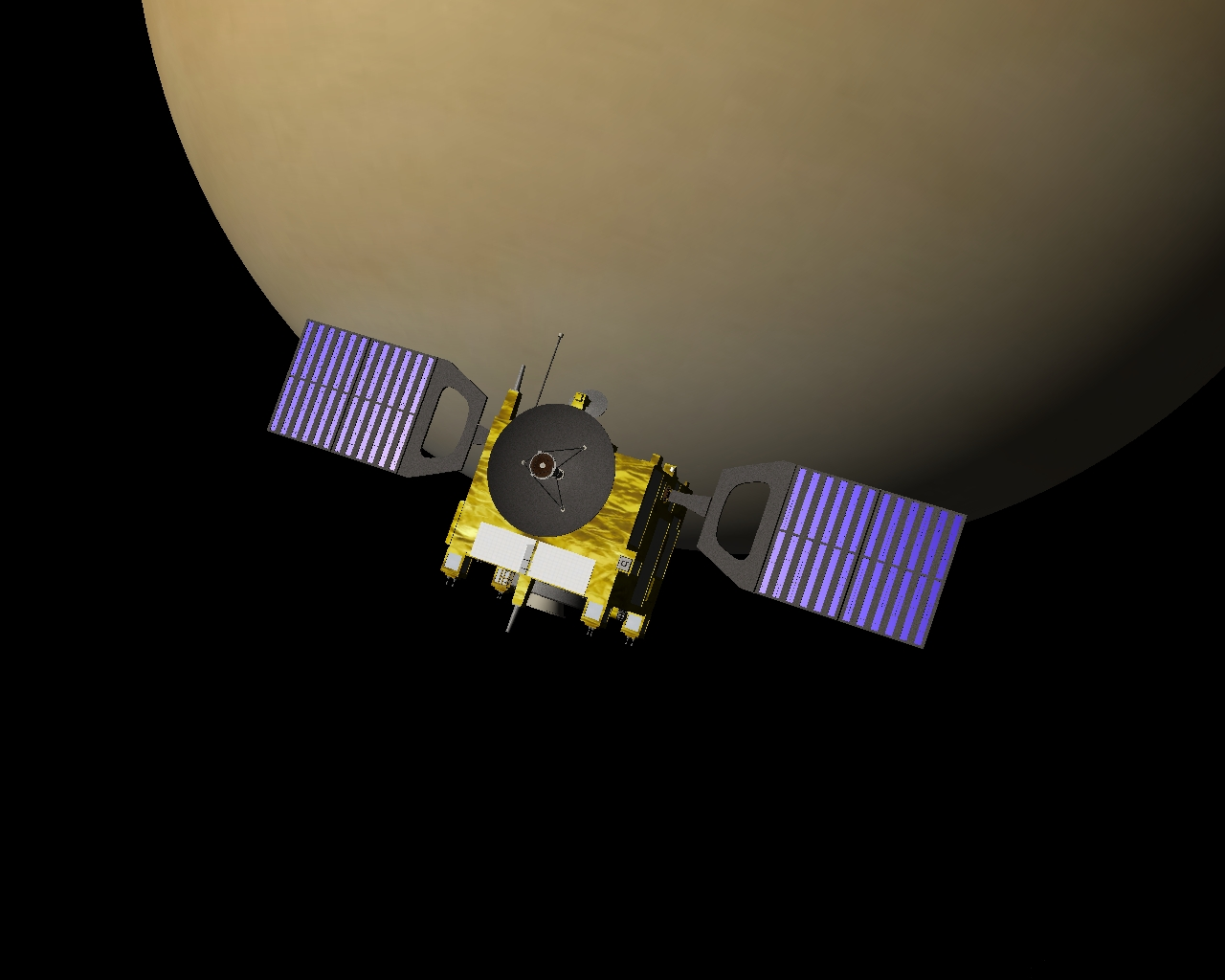
A Venus Express a Vénusz mellett

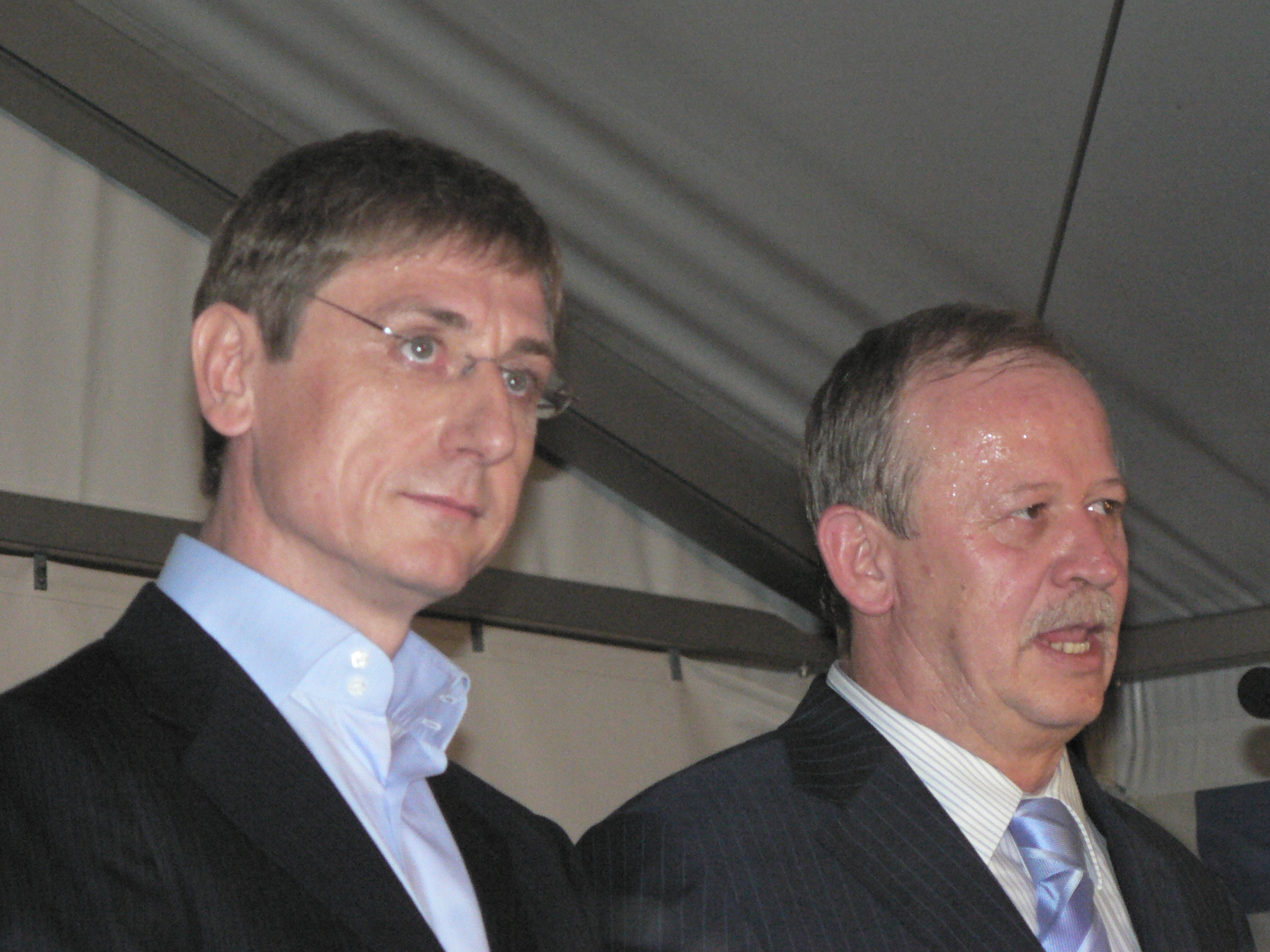
Gyurcsány Ferenc és Kuncze Gábor a liberális sátorban, a Deák téren
(április 23)

- április 4. – Időközi választásokon először szavazhatnak és indulhatnak a választásokon a kuvaiti nők.
- április 9.
  - Aríél Sárón izraeli miniszterelnököt 4 hónapos kóma után eltávolítják hivatalából
  - A soron következő országgyűlési választások első fordulója Magyarországon.
- április 11. – A Venus Express űrszonda pályára állt a Vénusz körül.
- április 12–13. – Ľubomír Bulík altábornagy, szlovák vezérkari főnök meghívására – kétnapos hivatalos látogatásra – Szlovákiába érkezik Havril András vezérezredes, vezérkari főnök; akit udvariassági látogatáson fogad Martin Fedor védelmi miniszter.
- április 16. – Megkezdte sugárzását a Szent Korona Rádió.
- április 21. – Dnyánendra nepáli király a két hete tartó tüntetések hatására lemond a teljhatalomról és az ellenzéki pártokat miniszterelnök-jelöltek állítására kéri.
- április 23. – A soron következő országgyűlési választások második fordulója Magyarországon.
- április 29. – Teherán bejelenti, hogy elfogadja a Nemzetközi Atomenergia-ügynökség (International Atomic Energy Agency – IAEA) felügyeletét, amennyiben Irán atomprogramjának ügye visszakerül az ENSZ Biztonsági Tanácsától a bécsi székhelyű szervezethez.

### Május
- május 1. – Bolívia elnöke, Evo Morales államosítja országa gázmezőit.
- május 21. – Montenegró lakosai népszavazás útján nyilvánították ki függetlenedési szándékukat Szerbiától, pontosabban Szerbia és Montenegró államszövetségből. Ezzel az eseménnyel az egykori Jugoszlávia teljesen felbomlott.
- május 26. – Gyurcsány Ferenc záróbeszédet mond az MSZP frakció zárt balatonőszödi ülésén, elmarasztalva kormánya teljesítményét, amely azonban csak szeptember 17-én kap nyilvánosságot.

### Június
- június 3. – Montenegró a május 21-én megtartott szavazások végeredményeként kikiáltja függetlenségét Szerbiától, így június 5-én felbomlik Szerbia és Montenegró államszövetsége.
- június 8. – A miskolci vízszennyezési botrány, melynek során szennyezés kerül a város ivóvizébe, többen kórházba kerülnek.
- június 9. – Szekeres Imre a Magyar Köztársaság új honvédelmi minisztere.
- június 13. – Románia elismeri Montenegrót független és szuverén államként.
- június 18. – Elindították Kazahsztán első műholdját, a KazSat-ot.

### Július
- július 4. – Elindították a Discovery űrrepülőgépet az STS–121 küldetésre.
- július 12. – A Hezbollah elrabolja – izraeli területről – az izraeli hadsereg két katonáját, Ehud Goldwasser főtörzsőrmestert és Eldad Regev őrmestert.[1]
- július 14. – Jarosław Kaczyński veszi át a miniszterelnöki posztot Kazimierz Marcinkiewicztől a PiS, az ultranacionalista Lengyel Családok Ligája, valamint a populista agrárpárt, az Önvédelem alkotta koalíciós kormány élén.[2]
- július 15. – A II. Aragóniai Kongresszus eredményeként létrehozzák az Aragóniai Nyelvi Akadémiát.[3]
- július 25. – Egy izraeli légi csapásban Kiam városában életét vesztette az ENSZ Libanonban állomásozó erőinek (UNIFIL) négy megfigyelője.
- július 31. – Fidel Castro „ideiglenesen” átadja a hatalmat öccsének, Raúl Castrónak.
- július 31. – Létrejött a Distributed Proofreaders Alapítvány.

### Augusztus
- augusztus 9. – Műegyetemi lőtértűz. (A budapesti Műszaki Egyetem pincéjében egy lőtéren keletkezett tűzben három tűzoltó leli halálát az elavult védőfelszerelés miatt.)
- augusztus 10. – Elhunyt a kórházban a három héttel korábban felgyújtott 18 éves magyarcsanádi lány, Pénzes Henrietta.
- augusztus 20. – Tragikus következményekkel járó vihar Budapesten és környékén az ünnepi tűzijáték alatt.
- augusztus 23. – Natascha Kampusch megszökik Wolfgang Přiklopil fogságából.
- augusztus 25. – A német PRT ellen első alkalommal követnek el merényletet Kunduzban.
- augusztus 26. – Az utolsó, a hetedik Budapest Parádé.

### Szeptember
- szeptember 8.–10. – A NATO Katonai Bizottsága Varsóban tartja őszi, vezérkari főnöki szintű ülését.
- szeptember 15.–16. – Sólyom László köztársasági elnök részt vesz a Visegrádi Csoport tagállamai köztársasági elnökeinek lányi találkozóján.[4]
- szeptember 17.
  - Tiltakozások kezdődnek Magyarországon Gyurcsány Ferenc napvilágra került felvételei kapcsán.
  - Parlamenti választások Svédországban, a jobboldali ellenzék győzelmével.
- szeptember 18–19. – Az MTV-székház ostroma Budapesten.
- szeptember 19. – Katonai puccs Thaiföldön.
- szeptember 26.
  - A Japán országgyűlés rendkívüli ülésén Abe Sinzót választják meg az ország miniszterelnökének.
  - Budapesten tárgyal James Lee Jones vezérezredes, a Szövetséges Fegyveres Erők európai legfelső parancsnoka (Supreme Allied Commander Europe – SACEUR) Havril András vezérezredessel (vezérkari főnökkel).

### Október
- október 1.
  - Önkormányzati választások Magyarországon. A Fidesz elsöprő győzelmet arat az ország nagy részén, alig marad MSZP által vezetett város.
  - A Nógrád megyei Somoskőújfalu önálló községgé alakul.
  - A Club televíziós csatornát átnevezik Zone Clubra.
- október 2.
  - Perl Westerberg lesz a svéd parlament, a Riksdag házelnöke.
  - Pennsylvania állambeli Nickel Mines településen, az amish vallási közösség iskolájában hat halálos áldozatot követel az a lövöldözés, amely egy túszszedő akció közben tört ki. (Az áldozatok között volt az ámokfutó is.)[5]
- október 9. – Észak-Korea bejelenti, hogy elvégezte az első kísérleti atombomba-robbantását.
- október 9. – Az Országgyűlés megválasztja legfőbb ügyésznek dr. Kovács Tamás altábornagyot, addigi katonai főügyészt.
- október 15. – Az ENSZ beleegyezik, hogy Észak-Koreát szankciókkal sújtsák a robbantások miatt.
  - Az olaszliszkai lincselés

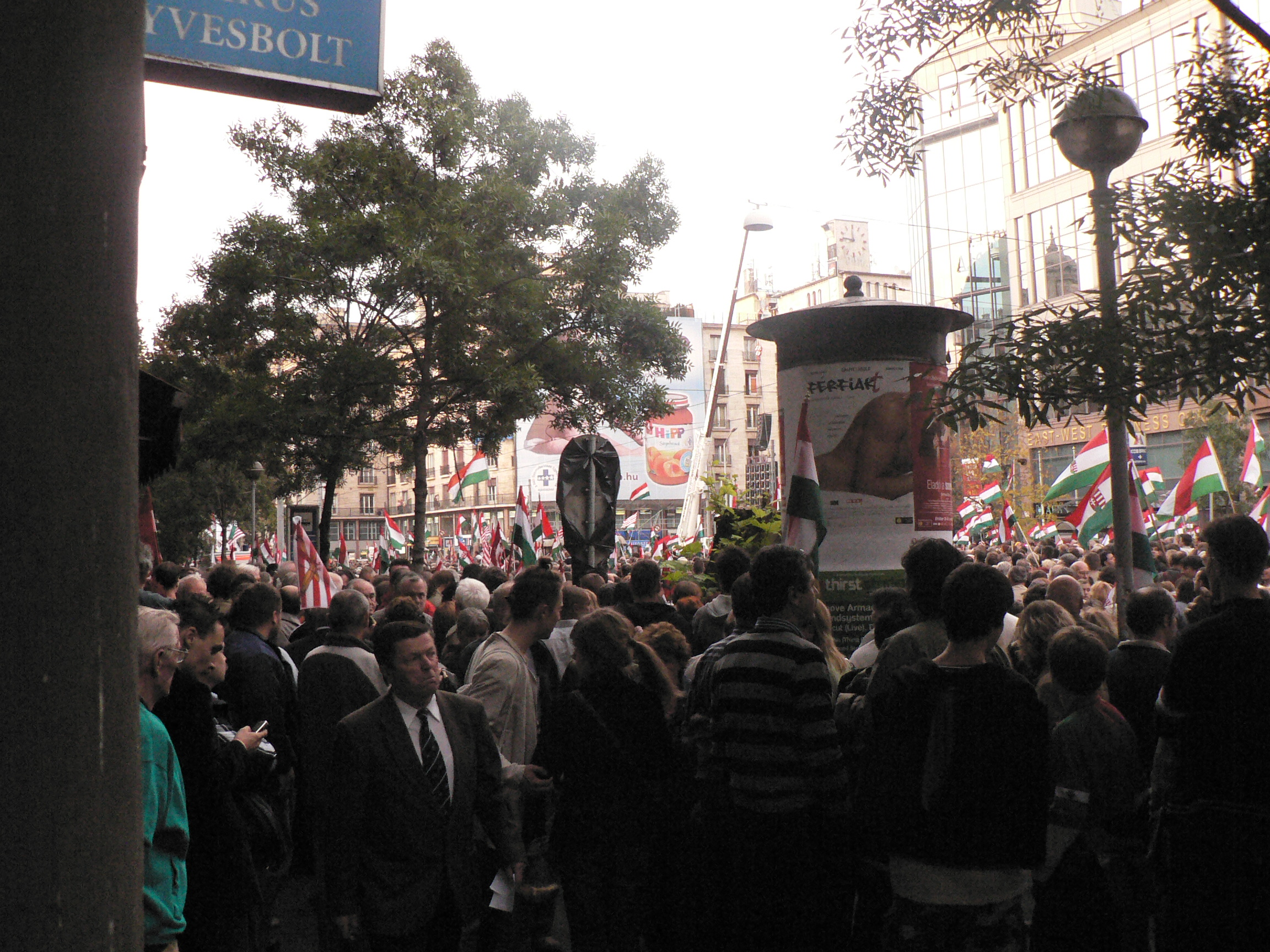
Nagygyűlés az Astoriánál - 2006.10.23

- október 23. – Zavargások törnek ki Magyarországon az 1956-os forradalom 50. évfordulóján.
- október 23. – Traian Băsescu román államfő Sólyom László magyar köztársasági elnökkel találkozik Csíkszeredában az 1956-os forradalom 50. évfordulója alkalmából.

### November
- november 5. – Kötél általi halálra ítélik Szaddám Huszein korábbi iraki diktátort.
- november 6. – Sólyom László köztársasági elnököt a Vatikánban fogadja XVI. Benedek pápa.
- november 7.
  - Félideji választások az USA-ban. A demokraták először szerezték meg a többséget a kongresszus mindkét házában 1994 óta.
  - Halálos erejű tornádó söpör végig Japánon.
- november 8.
  - A Merkúr elhalad a Föld és a Nap között. Részleges napfogyatkozás.
  - Bulgária, Szlovákia és Horvátország kinyilvánítja csatlakozási szándékát a PRT második váltásába.
  - A Yahoo! időkapszula lezárása.
- november 12. – A volt szovjet tagköztársaságban Dél-Oszétiában a területnek Grúziától való elszakadásáról népszavazást tartanak.
- november 15.
  - Az al-Dzsazíra elindítja angol nyelvű csatornáját, az Al Jazeera Englisht.
  - Puerto Ricóban a gazdasági válságból történő minél hamarabbi kilábalás érdekében bevezetik az eladási és használati adót.
- november 16–17. – Sólyom László köztársasági elnök kétnapos hivatalos látogatást tesz Szlovákiában.
- november 17.
  - Leeuwarden-en megdőlt a dominódöntési rekord a 2006-os Dominónapon.
  - Hosszan tartó betegség után elhunyt a futballtörténet egyik legnagyobb alakja, Puskás Ferenc, a Budapest Honvéd és a Real Madrid labdarúgója.
- november 20. – Irán és Szíria elismeri az iraki kormányt, és felveszik az országgal a diplomáciai kapcsolatot.
- november 22. – Hollandiában a választásokon a CDA többséget szerez a parlamentben.
- november 23. – A kórházban meghal Alekszander Litvinyenko orosz hírszerzőtiszt, akit polónium-mérgezéssel gyilkoltak meg. (Az eset kapcsán Nagy-Britannia és Oroszország között diplomáciai feszültség keletkezik.)[6]
- november 29. – A rigai csúcstalálkozón a NATO Reagáló Erőt (NRF) harcra képesnek nyilvánítják. (A 25 000 fős, saját légierővel és haditengerészettel rendelkező alakulatot a katonai szövetség új elithaderejeként ismerik el) .

### December
- december 1. – Az ukrán parlament leváltja a Juscsenko-párti kül- és belügyminisztert, s hónapokon keresztül akadályozza az új vezetők kinevezését.
- december 6. – Az orosz alsóház, az Állami Duma nyilatkozatában a dél-oszét függetlenségi akarat tekintetbe vételére ösztönözi Oroszországot és a világközösséget.
- december 9. – Puskás Ferenc budapesti temetésén sok ezres tömeg vesz részt. A legendás labdarúgót a Szent István-bazilikában temetik el.
- december 15. – Átadják az M35 autópálya Debrecent elkerülő szakaszát.
- december 23. – Az ENSZ Biztonsági Tanácsa egyhangúlag megszavazza az 1737. számú határozatot, melyben szankciók bevezetését írja elő Teheránnal szemben.
- december 30. – A Senopati Nusantara több száz utassal a fedélzetén elsüllyed Indonézia partjainál.
- december 30. – Kivégzik Szaddám Huszein iraki diktátort.
- december 31. – Kisebb erejű földrengés Pest megyében.

## Az év témái

### 2006 a filmművészetben
- március 26.: A titok c. film megjelenése
- október: Magyarországon bemutatják az 1956-os forradalom 50. évfordulójára készített Szabadság, szerelem c. filmet.
- Az Eragon bemutatása a mozikban (december 15).
- A Karib-tenger kalózai: Holtak kincse bemutatása.

### 2006 videójátékai
Megjelenik az EA Games fejlesztése a Need for Speed Carbon.

### 2006 az irodalomban
Megjelenik L. Ron Hubbard Földi küldetés sorozatának 10., egyben befejező része magyarul. Ezzel a teljes sorozat olvasható magyar nyelven. (Az eltörölt bolygó)

### 2006 a zenében
- AFI: Decemberunderground
- Amy Winehouse: Back to Black
- Akon: Konvicted
- All Saints. Studio 1
- Amanda Lear: The Sphinx – Das Beste aus den Jahren 1976–1983 / With Love
- Árpád népe - rockopera
- Bloom 06: Crash Test 01
- Jonas Brothers: It's About Time
- Beck: The Information
- Beyoncé: B’Day
- Szabó Eszter: A Rock 'n' Roll én vagyok
- Bob Dylan: Modern Times
- Tátrai Band Charlie: Másképp ugyanúgy / Platina sorozat
- Bon-Bon: Dupla élvezet
- Back II Black: Sodor a funky
- Bonnie Tyler: LIVE
- Caramel: Újrahangolva
- Crystal: Világok hangjai
- Rácz Gergő: Bennünk a világ
- Chris Norman: Million Miles
- Keane: Under the Iron Sea
- Zalatnay Sarolta: Best Of Cini
- Christina Aguilera: Back to Basics
- Cleopatra Stratan: La vârsta de trei ani
- DJ BoBo: Greatest Hits / Sweet Christmas
- David Gilmour: On an Island
- Dobrády Ákos: Fekete gyémánt
- Desperado: Táncolj!
- Edda Művek: A szerelem hullámhosszán
- Eichinger Quartet: Pasztelszivárvány a Balkán felett
- Éder Krisztián: Srác a szomszéd házból
- Fergie: The Dutchess
- Fekete Sereg: Gyújts Sötétséget
- Freddie Mercury: Lover of Life, Singer of Songs
- Fresh: Karaoke
- Richard Sanderson: Les Plus Belles Chansons D'amour Du Cinema
- George Michael: Twenty Five
- Gossip: Standing in the Way of Control
- Groove Coverage: 21st Century
- Gigi D’Agostino: Some Experiments
- Girls Aloud: The Sound Of Girls Aloud: The Greatest Hits
- Hooligans: Bohémélet
- Iron Maiden: A Matter of Life and Death
- Janet Jackson: 20 Y.O.
- Jamiroquai: High Times: Singles 1992-2006
- Jay Chou: Still Fantasy
- Jamelia: Walk with Me
- Kelis: Kelis Was Here
- Kim Wilde: Never Say Never / The Hits Collection
- Kovács Ákos: Még közelebb
- Kowalsky meg a Vega: Forradalom Rt.
- Justin Timberlake: FutureSex/LoveSounds
- Laura Pausini: Io canto
- Lionel Richie: Coming Home
- Pap Rita: Kuckó mackó és barátai
- Paul Young: Rock Swings – On the Wild Side of Swing
- Pa-dö-dő: Habár a hazai lemezeladás...
- Papa Roach: The Paramour Sessions
- Paul McCartney: Ecce Cor Meum
- Pitbull: El Mariel
- Pharrell Williams: In My Mind
- Pearl Jam: Pearl Jam
- Pink: I’m Not Dead
- Queen: Stone Cold Classics
- Magna Cum Laude: Minden állomás
- Meat Loaf: Bat Out Of Hell III. The Monster Is Loose (A Bat Out of Hell lemezsorozat befejező része)
- Motörhead: Kiss of Death
- Muse: Black Holes & Revelations
- Nelly Furtado: Loose
- Ne-Yo: In My Own Words
- Paris Hilton: Paris
- Placebo: Meds
- Red Hot Chili Peppers: Stadium Arcadium
- Rúzsa Magdolna: Ördögi angyal
- Lola: Álomtánc
- Rihanna: A Girl Like Me
- Romantic: Kell ez a nő
- Robert Plant: Nine Lives
- Robbie Williams: Rudebox
- Roger Waters világ körüli turnéra indul a The Dark Side of the Moon előadásával.
- Roxette: Hits!/RoxetteBox 1986-2006
- Sean Combs: Press Play
- Scissor Sisters: Ta-Dah
- Snoop Dogg: Tha Blue Carpet Treatment
- Sting: Songs from the Labyrinth
- Sugababes: Overloaded: The Singles Collection
- Suzi Quatro: Back to the Drive
- Sylver: Crossroads
- Szandi: Best of Szandi Remix 2006
- Tankcsapda: Mindenki vár valamit
- Taylor Swift: Taylor Swift
- Take That: Beautiful World
- Thalía: El sexto sentido (Re+Loaded) (a 2005-ös album újbóli kiadása négy új dallal, az angol nyelvű változatok és a Loca című dal nélkül)
- Tiziano Ferro: Nessuno è solo
- Tóth Vera: Valami más
- Zámbó Jimmy: Jimmyx (remixalbum)
- Unique: Más világ
- Unisex: Gondold újra!
- Westlife: The love album
- Bartók-emlékév, a világhírű zeneszerző születésének 125. évfordulóján.A Magyar Rádió Bartók Rádió adóján összes zenekari művét bemutató sorozat hangzik el.[7]
- Május 22-én orgonaavató gálakoncertet tartottak a Művészetek Palotájában, a világszínvonalú új hangversenyorgonán.
- A System of a Down augusztus 13-ai koncertje után meghatározatlan időre visszavonul
- Wolgang Amadeus Mozart születésének 250. évfordulójára Mozart-év, Salzburgban, Bécsben kiemelt, ünnepi rendezvények,
- a Magyar Rádió Bartók Rádió adóján összes művét bemutató sorozat hangzik el.[7]

### 2006 a sportban
- február 10. – február 26. XX. Téli olimpiai játékok Torino, Olaszországban, 80 ország részvételével.
- június 9.–július 9. 2006-os labdarúgó-világbajnokság, Németország, Világbajnok: Olaszország negyedszer.
- Fernando Alonso 2005 után ismét világbajnoki címet szerez a Renault színeiben.
- Michael Schumacher az év végén bejelenti visszavonulását.
- A Debreceni VSC nyeri az NB1-et. Ez a klub második bajnoki címe.

### 2006 a jogalkotásban
- Lásd: a 2006 a jogalkotásban című szócikkben.

### 2006 a kriminalisztikában
- Pénzes Henrietta-gyilkosság
- olaszliszkai lincselés

### Születések 2006-ban
- február 3. – Sékou Koné mali labdarúgó
- szeptember 6. – Hiszahito japán herceg, Fumihito (Akisino herceg) és Kiko Akisino hercegné fia, aki a harmadik lett a japán Krizantém trón örököseinek sorrendjében.
- szeptember 22. – Ayden Heaven angol labdarúgó

### 2006 kulturális eseményei
- április 28. Felavatták Csíkszentmihályi Róbert Németh László-szobrát.

### Halálozások 2006-ban
- január 19. – Agárdy Gábor Kossuth-díjas és kétszeres Jászai Mari-díjas színész, a nemzet színésze (* 1922)
- január 23. – Jancsó Adrienne előadóművész (* 1921)
- március 29. – Tihanyi Károly magyar-latin szakos tanár (* 1914)
- július 28. – David Andrew Gemmell angol fantasy író (* 1948)
- augusztus 1. – Szusza Ferenc, az Újpest FC legendás játékosa (* 1923)
- október 9. – Paul Hunter legendás sznúkerjátékos (* 1978)
- november 17. – Puskás Ferenc labdarúgó, az egykori aranycsapat tagja (* 1927)
- december 22. – Szuchy M. Emil közíró, műfordító, színházi rendező, muzeológus

## Nemzeti ünnepek, évfordulók, események
- Bartók Béla születésének 125. évfordulója előtt tisztelegve Bartók-évet tartottak.
- Ady Endre Új versek c. kötete megjelenésének, a magyar költészet egyik „forradalmának” 100. évfordulója
- A Pál utcai fiúk megjelenésének 100. évfordulója
- Az 1956-os forradalom 50. évfordulója

## Nobel-díjak
| Béke               | Muhámmád Junusz és a Grámin Bank (Banglades)  | A szegények, különösen a nők gazdasági és társadalmi lehetőségeinek bővítéséért, az úttörő mikrohitelezési munkájukért     |
| Fizikai            | John C. Mather (USA) és George F. Smoot (USA) | A kozmikus mikrohullámú háttérsugárzás feketetest-formájának és anizotrópiájának felfedezéséért.                           |
| Közgazdasági       | Edmund S. Phelps (USA)                        | Az intertemporális helyettesítések makrogazdasági elemzéséért                                                              |
| Irodalmi           | Orhan Pamuk (Törökország)                     | Szülővárosának melankolikus lelkét keresve új jelképeket alkotott az egymással ütköző és egymással összefonódó kultúrákra. |
| Kémiai             | Roger D. Kornberg (USA)                       | Az eukarióta transzkripció molekuláris alapjainak vizsgálatáért                                                            |
| Orvosi-fiziológiai | Andrew Z. Fire (USA) és Craig C. Mello (USA)  | RNS-interferencia, a génkifejeződés gátlása.                                                                               |